# Merlette

Zwei Merletten im Wappen von Champguyon, Marne, Frankreich.

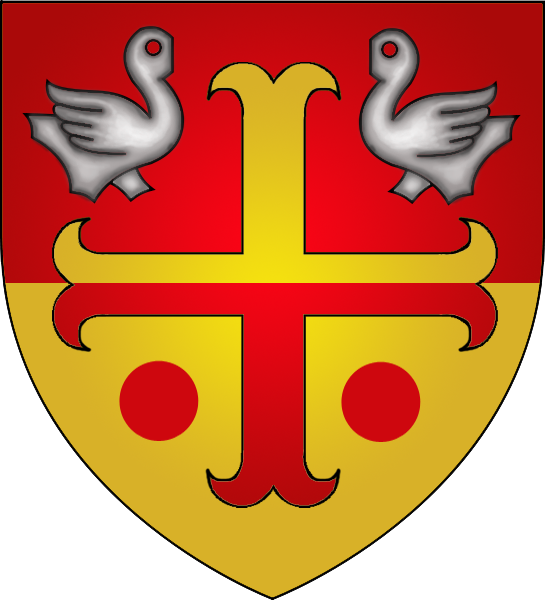
Zwei Merletten im Wappen von Heinerscheid, Luxemburg.

Die Merlette (Verkleinerungsform von französisch Merle „Amsel“) ist ein entenartiger, heraldisch gestümmelter Vogel, dem Schnabel und Füße fehlen. Sie ist seit der Frühzeit der Heraldik bei französischen und rheinischen Wappen verbreitet. Der Legende nach durften nur an den Kreuzzügen teilnehmende Ritter dieses Wappentier als Auszeichnung tragen, was jedoch nicht eindeutig nachzuweisen ist. Bei ungewöhnlichen Motiven wie diesem kann, insbesondere ob der regionalen Häufung, von Geschmacksbildung durch Vorbild ausgegangen werden.
Viele Heraldiker sehen in der Merlette eine gestümmelte Amsel. Sie ähnelt der Canette, der ungestümmelten Ente, und der englischen Martlet, der gestümmelten Mehlschwalbe (diese ist schlanker).
In der deutschen Heraldik ist die Merlette das Beizeichen des vierten Sohns in der Thronfolge, desgleichen auch im kanadischen System. 
Sie findet sich auch im Wappen der Auto-Marke Cadillac (das heute als Logo nur mehr stilisiert wird).

## Weitere Beispiele

Étienville, Frankreich
derer von Eynatten, altes niederrheinisches Adelsgeschlecht
Golancourt, Frankreich
Hambye, Frankreich
Maldegem, Belgien
Semide (Ardennes), Frankreich